# Cytherella beibuwanensis
Cytherella beibuwanensis is een mosselkreeftjessoort uit de familie van de Cytherellidae. De wetenschappelijke naam van de soort is voor het eerst geldig gepubliceerd in 1981 door Liu.